# Черёмухин, Игорь Григорьевич
Игорь Григорьевич Черёмухин (6 августа 1951, Вольск, Саратовская область, РСФСР — 14 декабря 2013, Москва, Россия) — российский военачальник, заместитель директора ФПС России – начальник Департамента тыла, генерал-полковник.

## Биография
Родился 6 августа 1951 года в городе Вольск Саратовской области, где провел детство и окончил общеобразовательную школу N16.
В 1971 году окончил Вольское военное училище тыла. Офицерскую службу начал начальником обозно-вещевого снабжения тыла Пришибского пограничного отряда Краснознаменного Закавказского пограничного округа. В 1978 году, с отличием закончив Военную академию тыла и транспорта, был назначен начальником тыла Мегринского пограничного отряда Краснознаменного Закавказского пограничного округа.
В 1982 году был направлен в Демократическую Республику Афганистан.
- 1983—1987 годы — заместитель начальника тыла Краснознаменного Закавказского пограничного округа
- 1987—1991 годы — начальник тыла-заместитель командующего Краснознаменным Закавказским пограничным округом
- 1991 год — начальник тыла спецвойск КГБ СССР
- 1991 год — переведен в ХОЗУ КГБ СССР
- 1992—1994 годы — первый заместитель начальника тыла Федеральной пограничной службы Российской Федерации
- 1994—1995 годы — начальник штаба тыла — первый заместитель начальника тыла Федеральной пограничной службы Российской Федерации
- 1996—1998 годы — заместитель начальника Академии ФПС России,
- 1998—2001 годы — первый заместитель начальника Департамента тыла ФПС России.

С мая 2001 года — заместитель директора ФПС России — начальник Департамента тыла. 
В мае 2002 года Указом Президента РФ ему было присвоено воинское звание «генерал-полковник».

## Награды и звания
Был награждён орденом Почета, орденом «За военные заслуги», медалями, именным огнестрельным оружием, именным холодным оружием.